# Jacques Fromental Halévy
Jacques Fromental Elie Halévy, född den 27 maj 1799 i Paris i en judisk familj (hans ursprungliga namn var Elias Lévy), död den 17 mars 1862 i Nice, var en fransk tonsättare. Han var bror till Léon Halévy samt farbror till Lucien-Anatole Prévost-Paradol och Ludovic Halévy.

## Biografi
Halévy studerade vid Pariskonservatoriet för Berton och Cherubini, 1819 erhöll Halévy Prix de Rome och tillbragte omkring tre år i Rom. Efter återkomsten lyckades han först 1827 få ett av sina operaarbeten uppfört i Paris och blev snart en kompositör för dagen. Starkt påverkad av Meyerbeers Robert le Diable, uppträdde han 1835 med sitt huvudarbete La Juive, som sökt sig väg till de flesta operascener ("Judinnan"), 1866 och tydligast röjer hans individualitet, vilken älskar det allvarliga och hårda, med skarpa kontraster och lidelsefulla utbrott, ävensom teatralisk prakt. Av helt annat slag är emellertid den friska och eleganta komiska operan L'éclair 1835. Hans följande operor (sammanlagt mer än 30 st.) kunde inte tävla med de nyss nämnda i framgång, helst Halévy genom Meyerbeers Hugenotterna 1836 blev fördunklad.
Nämnvärda är Guido et Ginèvra 1838, La Reine de Chypre 1841, Charles VI 1843, Les Mousquetaires de la reine 1846; Drottningens musketörer, 1848, Le Val d'Andorre 1848; Andorradalen, (1888), La Magicienne 1858 erinrande delvis om den äldre franska komiska operan. Halévy skrev även kyrkomusik, kantater, sånger och pianostycken. Hans Lecons de lecture musicale 1857 infördes vid sångundervisningen i Paris skolor. Som sekreterare i Académie de musique (1854; medlem blev han 1836) skrev han en mängd smakfulla minnesteckningar: Souvenirs et portratts (1861), Derniers souvenirs et portraits (1863). Han blev 1827 lärare vid konservatoriet, var 1830-45 repetitör vid Stora operan och erhöll 1833 professuren i kontrapunkt (1840 i komposition) vid konservatoriet. Bland hans elever var Gounod, Massé och Bizet (vilken blev hans magister). 1857 övertog han den musikaliska följetongen i La presse. Halévy blev den 31 oktober 1854 ledamot nr. 109 av Kungliga Musikaliska Akademien.
Biografier över Halévy skrevs av hans bror Léon Halévy (1862; ny upplaga 1863), Monnais 1863 och Pougin 1865.

## Operor

### Operor
- Les Bohémiennes (1819-20), försvunnen
- Marco Curzio (1822)
- Pygmalion (Patin / Arnoult), 1 akt (cirka 1824)
- Erostrate (Arnoult / Léon Halévy), 3 akter (cirka 1825)
- Clari (Pietro Giannone), opera semiseria 3 akter (9 december 1828 Théâtre-Italien)
- La Juive (Judinnan; Eugène Scribe), Grand opéra 5 akter (1833-35; 23 februari 1835 Opéra)
- La Tentation (1832)
- Guido et Ginèvra ou La Peste de Florence, Grand opéra 5 akter (1836-1838; 5 mars 1838 ebd.), rev. 4 akter (23 oktober 1840)
- Le Drapier, 3 akter (1838-39; 6 januari 1840.)
- La Reine de Chypre (Saint-Georges), Grand opéra 5 akter (22 december 1841)
- Charles VI (Casimir und Germain Delavigne), Grand opéra 5 akter (15 mars 1843.; rev. 4 oktober 1847.)
- Le Lazzarone ou Le Bien vient en dormant (Saint-Georges), 2 akter (29 mars 1844.)
- La Tempesta (Scribe, Übs. von Giannone), opéra italien 3 akter (8 juni 1850 London, Her Majesty's Theatre)
- Le Juif errant (Scribe/Saint-Georges), Grand opéra 5 akter (1851-52; 23 april 1852 Opéra)
- La Magicienne (Saint-Georges), Grand opéra 5 akter (17 mars 1858.)
- Noé (Noah.), 3 akter (1868-69; 5 april 1885 Karlsruhe) färdigställd av Bizet.
- Vanina d'Ornano (Léon Halévy), 3 akter, ofullbordad.

### Opéras comiques
- 'Le Deux Pavillons ou Le Jaloux et le méfiant (Jean Baptiste Charles Vial [nach] Léon Halévy), 1 akt (1824)
- L'Artisan (Saint-Georges), 1 akt (30 januari 1827 Opéra-Comique)
- Le Roi et le Batelier, 1 akt (3 november 1827.)
- Le Dilettante d'Avignon (François-Benoît Hoffman / Léon Halévy), 1 akt (7 november 1829.)
- Attendre et courir (Joseph-Désiré de Bury gen. Fulgence / Henri), 1 akt (27 maj 1830)
- La Langue musicale (Gabriel de Lurieu / C.-F.-J.-B. Moreau [Saint-Yves]), 1 akt (11 december 1830.)
- Yella (Moreau / Paul Duport), 2 akter (1832)
- Les Souvenirs de Lafleur (Pierre François Adrien Carmouche / Frédéric de Courcy), 1 akt (4 mars 1833 Opéra-Comique)
- Ludovic (Jules Henry Vernoy de Saint-Georges), 2 akter (16 maj 1833.)
- L'Éclair (Blixten; / François Antoine Eugène de Planard) 3 akter (16 december 1835.)
- Les Treize (Scribe / Paul Duport), 3 akter (15 april 1839.)
- Le Shérif (Scribe), 3 akter (2 september 1839.)
- Le Guittarero[Scribe], 3 akter (21 januari 1841.)
- Les Mousquetaires de la reine (Saint-Georges), 3 akter (3 februari 1846 ebd.)
- Les Premiers Pas ou Les Deux Génies (Alphonse Royer / Gustave Vaëz), prolog (15 november. 1847 Opéra national) (tillsammans med Adam, Auber och Michele Carafa de Colobrano)
- Le Val d'Andorre (Saint-Georges), 3 akter (11 november 1848 Opéra-Comique)
- La Fée aux roses (Scribe / Saint-Georges), 3 akter (1 oktober 1849)
- La Dame de pique (Scribe(, 3 akter (1849-1850; 28 december 1850)
- Le Nabab (Scribe / Saint-Georges), 3 akter (1 september 1853.)
- Jaguarita l'Indienne (Saint-Georges / Adolphe de Leuven), 3 akter (14 maj 1855 Théâtre-Lyrique)
- L'Inconsolable, 1 akt (13 juni 1855 under pseudonumen Alberti)
- Valentine d'Aubigny (Jules Barbier / Michel Carré), 3 akter (26 april 1856.)